# Källeryd
För socknen och församlingen i Gnosjö kommun, se Källeryds socken.
Källeryd är en by i Källunga socken i Västergötland och ett före detta stationssamhälle i Herrljunga kommun vid Västra stambanan, som delar samhället i en nordlig och en sydlig del. Vid SCB:s ortsavgränsning 2020 klassades orten som en småort
Samhället är beläget 14 kilometer från Herrljunga och 25 kilometer från Falköping. Välskötta trädgårdar och vackra dammanläggningar kan beskådas vid en genomresa. Det finns en stor torvindustri i närheten.